# Embalse de Ust-Ilimsk

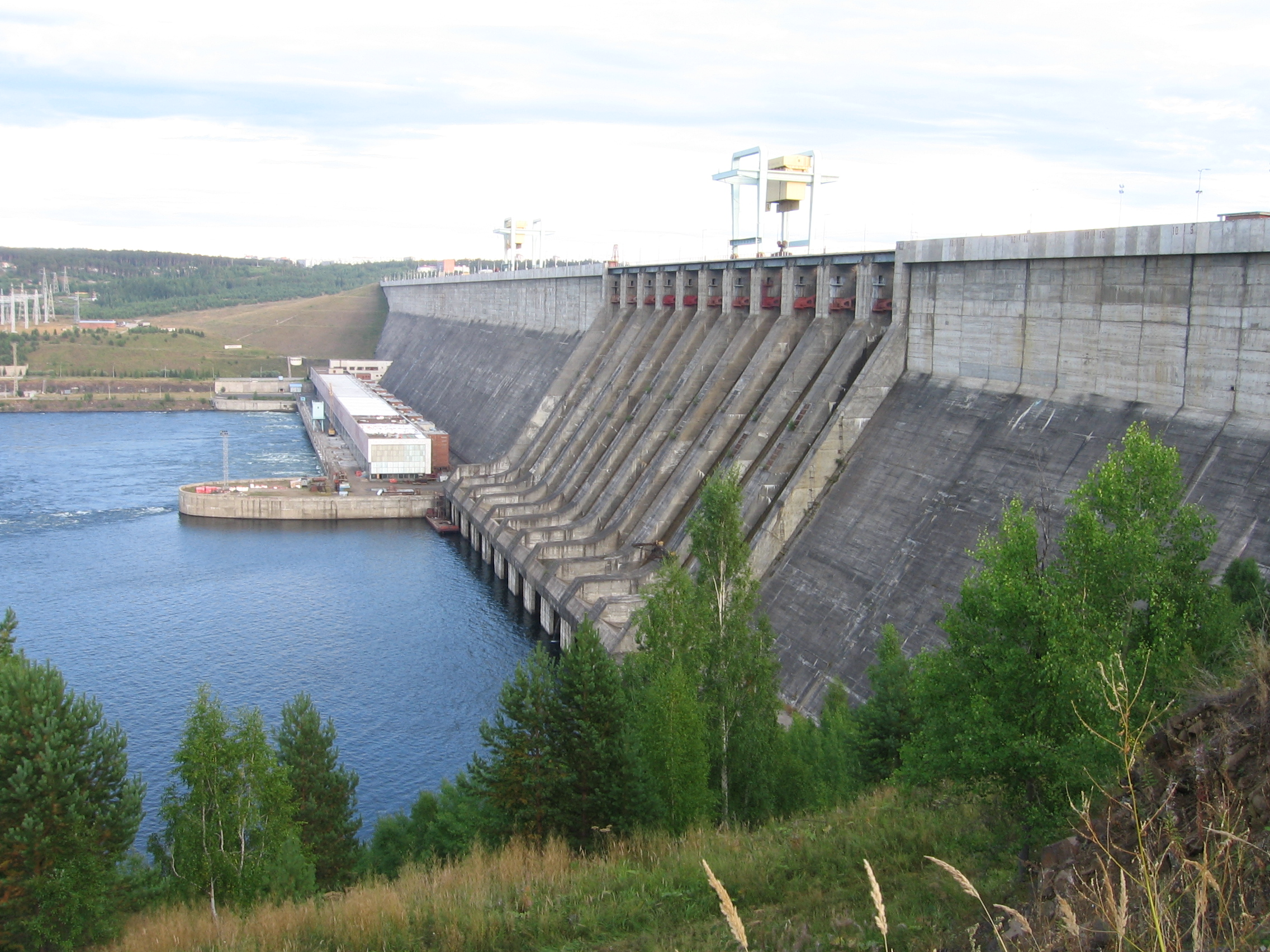
Presa.

El embalse de Ust-Ilimsk (del ruso: Усть-Илимское водохранилище) es un embalse del óblast de Irkutsk, en Rusia, sobre el río Angará en su confluencia con el río Ilim.
El embalse se encuentra en el sur de la Meseta Central Siberiana, algunos kilómetros al norte (río abajo) del embalse de Bratsk (situado junto a la ciudad de Bratsk). La presa se encuentra a la altura de la localidad de Ust-Ilimsk, y sirve a la central hidroeléctrica de Ust-Ilimsk. El embalse es un elemento importante de la explotación de las aguas de la cuenca Angará-Yeniséi.
Tiene una superficie de 1.883 km² y un volumen de agua de 59.4 km³. Tiene una profundidad media de 31.7 m. La central hidroeléctrica, construida en 1977 tiene una potencia de 4.320 MW.